# Cecilia Sandell
Cecilia Sandell, född 10 juni 1968, är en svensk fotbollsspelare.

## Utmärkelser
- Diamantbollen: 1999[2]

## Klubbar
- Älvsjö AIK

### Fotnoter
1. ↑  ”Damlandslagsspelare 1973–2017” ( PDF). Svenska Fotbollförbundet. Arkiverad från originalet den 26 mars 2018. https://web.archive.org/web/20180326202526/https://www2.svenskfotboll.se/ImageVault/Images/id_69553/ImageVaultHandler.aspx.
2. ↑  ”Diamantbollen 1999”. Svenska fotbollförbundet. 24 februari 2004. http://svenskfotboll.se/arkiv/tidigare/2004/02/diamantbollen-1999/. Läst 8 november 2011.